# Мијаило Даниловић
Мијаило И. Даниловић (Велика Грабовница, 3. октобар 1922 — 7. октобар 2020) био је протојереј-ставрофор Српске православне цркве и припадник Расинског корпуса Југословенске војске у Отаџбини током Другог светског рата.

## Биографија
Мијаило Даниловић је рођен 1922. године у селу Велика Грабовница код Бруса. Његов отац Ивко Даниловић је био припадник Богомољачког покрета владике Николаја Велимировића.
У време Другог светског рата, тачније 1943. године, придружио се Расинском корпусу Југословенске војске у Отаџбини под командом потпуковника Драгутина Кесеровића. Ратни надимак му је био "Сердар Јоле". Углавном се налазио у штабу, у оквиру пропагандно-обавештајне секције. Након рата се држао у илегали по планинама. Предао се после осам година, па су га нове комунистичке власти 1952. године осудиле на девет година затвора. Одслужио је шест година у затвору, када је помилован у склопу опште амнестије.
Тада одлази у манастир Крка и завршава богословију. За свештеника је рукоположен 1968. године. Био је парох у селима Љутовница и Врдила.
Преминуо је 7. октобра 2020. године. Сахрањен је 9. октобра у родном селу Велика Грабовница. Опело испред цркве Свете Тројице у Горњем Милановцу је служио протојереј-ставрофор Љубинко Костић, архијерејски заменик епископа жичког уз саслужење 28 свештеника. Иза проте Мијаила су остали син Аранђел Даниловић, такође протојереј-ставрофор и парох горњемилановички, као и кћерка Србијанка Ђурковић.

## Дела
- Предање и аманет, Горњи Милановац 2007,  978-86-83697-36-6;
- Завештање, Удружење писаца "Поета", Београд 2016,  978-86-6319-107-5.